# Pascal Touron
Pascal Touron (født 22. maj 1973 i Arcachon, Frankrig) er en fransk tidligere roer og dobbelt olympisk medaljevinder.
Touron vandt (sammen med Thibaud Chapelle) en bronzemedalje i letvægtsdobbeltsculler ved OL 2000 i Sydney. Fire år senere, ved OL 2004 i Athen, vandt han en sølvmedalje i samme disciplin, denne gang som makker til Frédéric Dufour. Det var de to eneste udgaver af OL han deltog i.
Touron vandt desuden en VM-guldmedalje i letvægtsotter ved VM 2001 i Luzern.

## OL-medaljer
- 2004:  Sølv i letvægtsdobbeltsculler
- 2000:  Bronze i letvægtsdobbeltsculler